# Helmut Peitsch
Helmut Peitsch (* 29. April 1948 in Minden) ist ein deutscher Germanist und Literaturwissenschaftler.

## Leben
Peitsch studierte von 1966 bis 1973 Germanistik, Politikwissenschaft und Philosophie an der Freien Universität Berlin. Nach dem Staatsexamen wurde er 1976 mit der Dissertation Georg Forsters „Ansichten vom Niederrhein“. Zum Problem des Übergangs vom bürgerlichen Humanismus zum revolutionären Demokratismus zum Dr. phil. promoviert und 1983 habilitierte er sich mit der Arbeit „Deutschlands Gedächtnis an seine dunkelste Zeit“. Zur Funktion der Autobiographik in den Westzonen Deutschlands und den Westsektoren von Berlin 1945 bis 1949. 1978 wurde er wissenschaftlicher Assistent am Fachbereich Germanistik. Von 1985 bis 1992 war er (Visiting) Lecturer an der University of Leeds und der Swansea University. 1992 übernahm er bis 1994 eine Gastprofessur (Visiting Full Professor) an der New York University. Von 1995 bis 2001 war er Professor für European Studies an der Cardiff University. Von 2001 bis 2016 war er Professor für Neuere deutsche Literatur (19./20. Jahrhundert) an der Universität Potsdam. Er war Gastwissenschaftler am Leibniz-Zentrum für Literatur- und Kulturforschung, Berlin 1997 und am Forschungszentrum Europäische Aufklärung Potsdam 1999, Gastprofessor an der University of Western Australia, Perth 2012, der Universität Teheran 2012 und der Universität Schumen (Bulgarien) 2013. Seit 2009 ist er Honorary Professor der Cardiff University, seit 2010 Corresponding Members am Institute of Languages, Cultures and Societies, School of Advanced Study der University of London. Seit 2016 ist er Senior Research Fellow am Selma Stern Zentrum für Jüdische Studien Berlin-Brandenburg.
Er publizierte u. a. zu Georg Forster und zur Exil-/Nachkriegsliteratur und ist als Herausgeber tätig.

## Schriften (Auswahl)
Monographien
- Georg Forsters „Ansichten vom Niederrhein“. Zum Problem des Übergangs vom bürgerlichen Humanismus zum revolutionären Demokratismus. Lang, Frankfurt/M. u. a. 1978, ISBN 978-3-261-02421-3.
- „Deutschlands Gedächtnis an seine dunkelste Zeit“. Zur Funktion der Autobiographik in den Westzonen Deutschlands und den Westsektoren von Berlin 1945 bis 1949. Edition Sigma, Berlin 1990, ISBN 978-3-924859-94-7.
- Vom Faschismus zum Kalten Krieg. Auch eine deutsche Literaturgeschichte. Literaturverhältnisse, Genres, Themen (= Sigma-Medienwissenschaft, Band 21). Edition Sigma, Berlin 1996, ISBN 3-89404-915-4.
- Georg Forster. A history of his critical reception (= German life and civilization, Vol. 34). Lang, New York 2001, ISBN 0-8204-4925-3.
- „No Politics“? Die Geschichte des deutschen PEN-Zentrums in London 1933–2002 (= Schriften des Erich-Maria-Remarque-Archivs, Band 20). V & R Unipress, Göttingen 2006, ISBN 978-3-89971-304-6.
- Nachkriegsliteratur 1945–1989 (= Schriften des Erich-Maria-Remarque-Archivs, Band 24). V & R Unipress, Göttingen 2009, ISBN 978-3-89971-730-3.
- Georg Forster: Deutsche ‚Antheilnahme‘ an der europäischen Expansion über die Welt. De Gruyter, Berlin/Boston 2017, ISBN 978-3-05-006445-1.
- Roy Pascal and Georg Lukács. Institute of Modern Languages Research, School of Advanced Study, University of London, 2018, ISBN 978-0-85457-267-0.
- Reisen nach Auschwitz und Anthologien Letzter Briefe, 1945–1975. Eine literarische Beziehungsgeschichte von Antifaschismus in BRD und DDR. De Gruyter, Berlin 2021, ISBN 978-3-05-006467-3.

Herausgeberschaften
- mit Margrid Bircken: Brennende Bücher. Erinnerungen an den 10. Mai 1933. Brandenburgische Landeszentrale für Politische Bildung, Potsdam 2003, ISBN 978-3-932502-35-4.
- mit Eva Lezzi: Literatur, Mythos und Freud. Universitätsverlag, Potsdam 2009, ISBN 978-3-940793-39-3.
- mit Margrid Bircken und Marianne Lüdecke: Brüche und Umbrüche. Frauen, Literatur und soziale Bewegungen. Universitätsverlag, Potsdam 2010, ISBN 978-3-86956-085-4.
- mit Roland Berbig, Iwan-Michelangelo D’Aprile und Erhard Schütz: Berlins 19. Jahrhundert. Ein Metropolen-Kompendium, Berlin : Akademie Verlag 2011, ISBN 978-3-05-005083-6.
- mit Helen Thein: Walter Boehlich, Kritiker. Akademie Verlag, Berlin 2011, ISBN 978-3-05-005085-0.
- mit Helen Thein: Walter Boehlich: Die Antwort ist das Unglück der Frage. Ausgewählte Schriften. S. Fischer: Frankfurt, M. 2011, ISBN 978-3-10-046325-8.
- Reisen um 1800. Martin Meidenbauer, München 2011, ISBN 978-3-89975-272-4.
- mit Helen Thein: Lieben, was es nicht gibt. Verbrecher Verlag, Berlin 2017, ISBN 978-3-95732-200-5.
- Nachkriegsliteratur als öffentliche Erinnerung. Deutsche Vergangenheit im europäischen Kontext. De Gruyter, Berlin/Boston 2018, ISBN 978-3-05-005857-3.